# Filmfare Critic's Award de la meilleure actrice
Le Filmfare Critic's Award de la meilleure actrice (Filmfare Critics Award for Best Actress) est une récompense remise à la critique de la meilleure actrice indienne de l'année par le magazine Filmfare, lors de la cérémonie annuelle des Filmfare Awards, depuis 1998. 
- La première lauréate fut Tabu pour le film Virasat.

## Lauréates

### Années 1990
- 1998 : Tabu - Virasat

- 1999 : Shefali Shah - Satya (en)

### Années 2000
- 2000 : Tabu - Hu Tu Tu

- 2001 : Tabu - Astitva

- 2002 : Karisma Kapoor - Zubeidaa

- 2003 : Rani Mukherjee/Manisha Koirala - Saathiya/Company

- 2004 : Urmila Matondkar - Bhoot

- 2005 : Kareena Kapoor - Dev (en)

- 2006 : Rani Mukherjee - Black

- 2007 : Kareena Kapoor - Omkara

- 2008 : Tabu - Cheeni Kum

- 2009 : Shahana Goswami - Rock On!!

### Années 2010
- 2010 : Mahi Gill (en) - Dev.D

- 2011 : Vidya Balan - Ishqiya

- 2012 : Priyanka Chopra - 7 Khoon Maaf

- 2013 : Richa Chadda – Gangs of Wasseypur

- 2014 : Shilpa Shukla - B.A. Pass

- 2015 : Alia Bhatt - Highway

- 2016 : Kangana Ranaut - Tanu Weds Manu Returns

- 2017 : Sonam Kapoor - Neerja

- 2018 : Zaira Wasim - Secret Superstar

- 2019 : Neena Gupta - Badhaai Ho (en)

### Années 2020
- 2020 : Taapsee Pannu et Bhumi Pednekar - Saand Ki Aankh

- 2021 : Tillotama Shome - Monsieur